# Departamento Ituzaingó
Ituzaingó (en guaraní: Ytusãingo) es un departamento de la provincia de Corrientes, en el noreste de Argentina. 

La cabecera del departamento es la homónima Ituzaingó, cerca del río Paraná y de la represa hidroeléctrica de Yacyretá.

## Toponimia
El nombre de este departamento proviene del guaraní, como combinación de  I: agua – Tu: abundante, mucho – Zaingo: colgante, que cae; literalmente «cascada o catarata de agua». Ese nombre era el que los habitantes originarios daban a un arroyo del río Santa Marta (actualmente dentro del territorio de Brasil), donde en 1827 se desarrolló la batalla de Ituzaingó.
Otra versión afirma que el nombre se relaciona con una leyenda guaraní.

## Ubicación, superficie y límites
Se encuentra en la región noreste de la provincia y ocupa 9671.1 km².
Limita al oeste con los departamentos San Miguel y Concepción; al sur con los departamentos Mercedes, San Martín y Santo Tomé; al este con la provincia de Misiones; y al norte con la República del Paraguay, de la cual está separado por el río Paraná.

## Historia
El 7 de marzo de 1917 el gobernador Mariano Indalecio Loza aprobó por decreto el Cuadro comparativo de la subdivisión en Departamentos y Secciones de la Provincia de Corrientes; Límites interdepartamentales e interseccionales, que fijó para el departamento Ituzaingó:

Departamento Ituzaingó - Límites departamentales: Norte: Río Paraná; Este: Arroyo Itaembé, línea divisoria entre la Provincia de Corrientes y el Territorio Nacional de Misiones, y el arroyo Angico; Sur: F. C. N. E. A., después los arroyos Garavi y Sequeira con la zanja Sequeira hasta el río Aguapey; el río Aguapey, hasta el mojón Sur de la propiedad de Pedro Contte, siguiendo el límite Sur de las propiedades de Pedro Contte, S. C. de Ortiz Pereyra y Lidia Contte y Hnos., los esteros y laguna del Yvera; Oeste: Esteros del Carambola, de Santa Ana, Guasu e Ypuku Guasu.

El cuadro señaló que el departamento estaba dividido en 6 secciones:

El Departamento está dividido en seis Secciones, con los siguientes límites:
 1ra. Sección: Norte: Río Paraná; Este y Sur: Estero y Laguna Yvera; Oeste: Estero San Patricio, límite Oeste de la propiedades de suc. de Margarita Ojeda, Severa López, Simeón Esquivel, Susana Esquivel, Max. Esquivel de Verón, Juana de López, Ramón Oporto y Alfredo Marchais;
 2da. Sección: Toda la parte Oeste de la 1ra. Sección;
 3ra. Sección: La parte comprendida entre el límite Este de la Primera Sección (Yverá) y el río Aguapey, con la zanja Garavi, que forman el límite Este de la 3ra. Sección;
 4ta. Sección: Norte: Río Aguapey, cauce del Tevyroinsa, arroyo Tevyroinsa, arroyo Pindocito; Este: Línea divisoria entre la Provincia de Corrientes y Misiones, y arroyo Angico; Sur: F. C. N. E. A. y el arroyo Garavi, arroyo y zanja Sequeira; Oeste: Río Aguapey;
 5ta. Sección: Norte y Oeste: Río Paraná; Este: Línea divisoria con Misiones; Sur: Zanja Garavi, río Aguapey, cauce y arroyo Tevyroinsa, arroyo Pindocito;
 6ta. Sección: Islas Apipé Grande y Apipé Chico.

El 31 de agosto de 1935 fue publicado el decreto del vicegobernador Pedro Resoagli que determinó los límites de los departamentos:

Departamento Ituzaingó: Tiene los siguientes límites generales: Norte: Desde la boca del arroyo Yvikuy, en el río Alto Paraná (en que termina el frente fluvial del Departamento General Paz), la línea toma el curso de dicho río hacia el Oeste y hasta dar con el límite internacional con la República del Paraguay, o sea, el cauce principal del río Alto Paraná, comprendiendo las islas Apipé Grande y Apipé Chico y las que quedan al Sud de estas islas. Desde la misma boca del expresado arroyo Yvikuy, y en el sentido Este, el límite departamental sigue por el cauce principal del Alto Paraná, aguas arriba, hasta la boca del arroyo Itaembe, que forma el término Nordeste de la Provincia; Este: Desde la boca del arroyo Itaembe, en el río Alto Paraná, la línea sigue el curso de este arroyo, aguas arriba, hasta sus nacientes; continúa por la línea, ya determinada cuando se fijó el límite general de la Provincia con el Territorio Nacional de Misiones; sigue por los arroyos Angico y Chimiray, aguas abajo, hasta que este último sale de la propiedad de la sociedad South American Cattle Farms Lda., siguiendo por la vía del F. C. N. E. A. hasta que ella es cruzada por el arroyo Garavi; Sud: El arroyo Garavi desde que cruza la vía del F. C. N. E. A., aguas arriba, hasta sus puntas; sigue por el límite Sur de las propiedades de Juan R. Duarte, Carolina K. de Lütz y Víctor Navajas, hasta tomar el curso del arroyo Sequeira, por el cual continúa, y por las zanjas del mismo nombre, hasta que ellas desembocan en el río Aguapey; la línea sigue el curso de este río, aguas abajo, hasta el bañado Concepción, mojón S. E. de la propiedad que fue de la sucesión de Casimiro Soto, hoy de Juan Grandilla, sobre el río Aguapey; continúa por el deslinde Sud de las propiedades de Pedro Contte, S. C. de Ortiz Pereyra y Lidia Contte y hermanos, hasta los esteros y lagunas del Yvera, y por ellos, hasta el límite asignado al Departamento Concepción; Oeste: Del Yvera toma el riacho que sirve de límite Este a la isla llamada Rincón del Carambola, hasta el río Carambola; su curso, aguas arriba; la laguna Paraná, los esteros del Carambola, el estero Guasu y el Ypuku Guasu, en toda su extensión longitudinal, hasta el arroyo Yvikuy, y por éste hasta su desembocadura en el río Alto Paraná.

## Población
Cuenta con 38 837 habitantes (Indec, 2022), lo que representa un incremento promedio anual del 1.9% frente a los 31 150 habitantes (Indec, 2010) del censo anterior.

La mediana de edad se estableció en 29 años.
| Gráfica de evolución demográfica de Departamento Ituzaingó entre 1991 y 2022 |
|                                                                              |
| Fuente: censos nacionales del INDEC                                          |

## Localidades
La mayor parte de la población se concentra en la ciudad cabecera del departamento y en la localidad de Colonia Liebig's. El resto es población de carácter rural, dispersa o asentada en pequeñas localidades.
| Cabecera (Población 2010) | Ciudades (Población 2010)                               | Localidades (Población 2010)                          |
| ------------------------- | ------------------------------------------------------- | ----------------------------------------------------- |
| * Ituzaingó (19 575 hab.) | - Colonia Liebig's (2429 hab.) - San Carlos (2454 hab.) | - San Antonio (1049 hab.) - Villa Olivari (1276 hab.) |

## Economía
La actividad económica más significativa del departamento es la vinculada a la generación de energía eléctrica en la represa de Yacyretá. Luego del departamento de Santo Tomé, Ituzaingó es el segundo productor provincial de té y yerba mate.